# Emiel van Moerkerken
Emiel van Moerkerken, également connu sous le nom d'Émile van Moerkerken (né le 15 août 1916 à Haarlem et décédé le 6 mars 1995 à Amsterdam), est un photographe, cinéaste et écrivain néerlandais. Van Moerkerken est considéré comme l'un des artistes surréalistes les plus importants des Pays-Bas des années 1930 et 1940. Pendant la Seconde Guerre mondiale, il a travaillé avec, entre autres, C. Buddingh', Louis Th. Lehmann, Theo van Baaren et Gertrude Pape pour le magazine surréaliste De Schone Zakdoek.

## Biographie
En tant que membre d'une famille artistique, l'intérêt de Van Moerkerken pour la photographie a été éveillé très tôt. Son père, le Dr P.H. van Moerkerken, était écrivain, professeur et directeur à l’Académie royale des beaux-arts d'Amsterdam. Grâce à sa mère, Johanna Petronella Cannegieter, il a été exposé à la photographie dès son jeune âge. Lors de voyages à Paris, en France, avec ses parents dans les années 1920, le jeune Van Moerkerken a pris ses premières photos. En 1931, il fréquente l'Odenwaldshule en Allemagne, où il commence à filmer en plus de la photographie. Il réalise son premier film, Sonate '34, une expérience artistique de forme.
Dans les années 1930, Van Moerkerken séjourne beaucoup à Paris, où il rencontre des personnalités comme Brassaï, Salvador Dalí, André Breton et Man Ray. Il faisait partie des cercles surréalistes. En 1938, Breton l'invite à publier des photos dans la revue Minotaure. Cependant, Van Moerkerken refuse de signer le nouveau manifeste surréaliste en raison de désaccords au sein du communisme. Breton a alors rejeté Van Moerkerken.
Pendant la Seconde Guerre mondiale, Emiel travaille sur des films de résistance communistes et contribue, avec notamment C. Buddingh', Louis Th. Lehmann, Theo van Baaren et Gertrude Pape, à la revue surréaliste De Schone Zakdoek. Cette revue a pu rester cachée de la censure nazie en raison de sa faible diffusion. Après la guerre, il se concentre progressivement sur la photographie de portraits et réalise des centaines de portraits d'écrivains et d'artistes célèbres, tels que Brassaï, Bertolt Brecht, Willem Frederik Hermans, Annie M. G. Schmidt, et Gerard Reve. Nombre de ces photos sont encore utilisées aujourd'hui comme couvertures de livres. Van Moerkerken a également travaillé dans l'industrie cinématographique et a contribué au film Le Troisième Homme d'Orson Welles en 1949. Il a réalisé quelques films, dont De Wadlopers, présenté au festival de Cannes en 1950.
De 1967 à 1979, Emiel a été professeur de technique cinématographique et de caméra, ainsi que de psychologie de la perception à l'Académie néerlandaise du film d'Amsterdam. De plus, de 1966 à 1981, il a été directeur scientifique adjoint au laboratoire de psychologie de l'université d'Amsterdam. En 1983, Emiel remporte un Veau d'or pour son court-métrage L'Année prochaine à Holysloot, dans lequel il joue lui-même le rôle principal. Le film raconte l'histoire d'un homme aveugle qui parcourt de nombreux paysages du monde en direction de Holysloot, une métaphore pour les cinéastes qui sont obsédés par la renommée d'Hollywood.
Le 6 mars 1995, Van Moerkerken décède à l'âge de 78 ans à Amsterdam. Bien qu'il ne se soit jamais considéré comme un photographe mais toujours comme un cinéaste, les photographies surréalistes de Van Moerkerken des années 1930 et 1940 sont devenues de plus en plus célèbres après sa mort. Il est le seul photographe néerlandais de cette période à avoir réalisé un grand nombre de photographies qui correspondent étroitement au langage visuel surréaliste international.

## Expositions photographiques

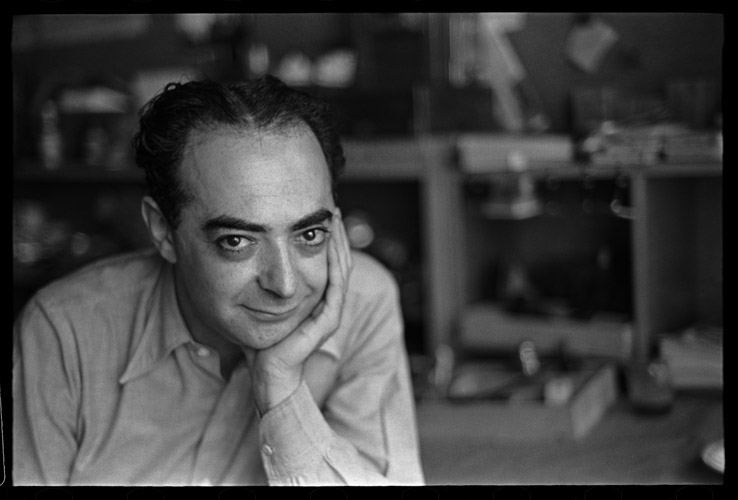
Brassaï
(photo Van Moerkerken 1936)

- Rijksmuseum Amsterdam[3]
- Stedelijk Museum Amsterdam[4]
- Centraal Museum Utrecht[5]
- Fotomuseum Den Haag[6]
- Instituut Collectie Nederland.
- Archives de la ville d'Amsterdam

### Sous le nom d'Eric Terduyn
- (nl) « Oma's Hemelvaart », Kinderen,‎ 1994.
- (nl) « E.T. », Spiegel van de surrealistische poëzie in het Nederlands,‎ 1989
- (nl) « Colomba », Aan het werk,‎ 1981.
- (nl) « Menswording », Verhaal Halen,‎ 1980.
- (nl) « Onvoltooide trilogie », Tirade,‎ 1969.
- (nl) « Menswording », Vandaag, no 13,‎ 1967.
- (nl) « Harponneke's herfstavond », Vandaag,‎ 1961.
- (nl) « Oma's hemelvaart », Vandaag,‎ 1959.
- (nl) « Samen uit », De Baanbreker,‎ 1946.
- (nl) « Eer de rozen verwelkt zijn », Criterium,‎ 1945-1946.

## Distinctions
- 1959 : Award of Distinction, Creative Film Foundation, New York, pour Cuckoo Waltz.
- 1983 : Veau d'or du meilleur court métrage, Festival du film néerlandais, Utrecht, pour L'Année prochaine à Holysloot[7].
- 1988 : Membre honoraire du NBF (Nederlandse Bond voor Filmers).